# 短萼紫茎
短萼紫茎（学名：Stewartia brevicalyx）为山茶科紫茎属下的一个种。

## 扩展阅读
- 維基物種上的相關：短萼紫茎